# Kunst der Welt
Kunst der Welt (mit dem Zusatz: ihre geschichtlichen, soziologischen und religiösen Grundlagen) war eine Buchreihe zur Kunstgeschichte des Holle Verlags in Baden-Baden, die ab 1959 bis etwa 1971 in 51 Bänden (und einem zusätzlichen Registerband), diese teilweise in mehreren Auflagen, erschien.
Die Bände gliedern sich in die zwei Themenreihen Die aussereuropäischen Kulturen und Die Kulturen des Abendlandes (letztere hrsg. von J. A. Schmoll gen. Eisenwerth).

## Einzeltitel
- Hans-Georg Bandi, Henri Breuil u. a.: Die Steinzeit: vierzigtausend Jahre Felsbilder, 1960
- Hermann Müller-Karpe: Das vorgeschichtliche Europa, 2. Auflage 1968
- Hans Jürgen Eggers: Kelten und Germanen in heidnischer Zeit, 1964
- Irmgard Woldering: Ägypten: Die Kunst der Pharaonen, 1964
- Leonard Woolley: Mesopotamien, 1962
  - auch: Leonard Woolley: Mesopotamien und Vorderasien: Die Kunst des Mittleren Ostens, 1961
- Friedrich Matz: Kreta und frühes Griechenland: Prolegomena zur griechischen Kunstgeschichte, 1962
- Jürgen Thimme: Frühe Randkulturen des Mittelmeerraumes: Kykladen – Zypern – Malta – Altsyrien, 1968
- Ekrem Akurgal: Orient und Okzident. Die Geburt der Griechischen Kunst, 1968
- Ernst Homann-Wedeking: Das Archaische Griechenland, 1966
- Karl Schefold: Klassisches Griechenland, 1966
- Thomas Bertram Lonsdale Webster: Hellenismus, 1966
- Daniel Schlumberger: Der hellenisierte Orient: die griechische und nachgriechische Kunst außerhalb des Mittelmeerraumes, 1969
- Guido Achille Mansuelli: Etrurien und Anfänge Roms, 1963
- Heinz Kähler: Rom und sein Imperium, 1962
- Friedrich Gerke: Spätantike und frühes Christentum, 1967
- Christa Schug-Wille: Byzanz und seine Welt, 1969
- Edith Porada: Alt-Iran: Die Kunst in vorislamischer Zeit, 1962
- Karl Jettmar: Die frühen Steppenvölker, 1964
- Pierre du Bourguet: Die Kopten, 1967
- Alexander Brown Griswold: Burma, Korea, Tibet,  2. Auflage 1964
- Frits A. Wagner: Indonesien 1959
- Anil de Silva: Chinesische Landschaftsmalerei: am Beispiel der Höhlen von Tung-Huang, 1965
- Werner Speiser: China 1959
- Peter C. Swann: Japan: von der Jomon zur Tokugawa Zeit, 1965
- Bernard Philippe Groslier: Hinterindien, 1964
- Hermann Goetz: Indien: fünf Jahrtausende indischer Kunst, 1959
- Dietrich Seckel: Kunst des Buddhismus, 1962
- Benjamin Rowland: Zentralasien, 1970
- Katharina Otto-Dorn: Die Kunst des Islam, 1965
- Carel J. Du Ry: Welt des Islam, 1970
- Elsy Leuzinger: Afrika: Kunst der Negervölker, 1959
- Alfred Bühler: Ozeanien und Australien: die Kunst der Südsee, 1965
- Hans Dietrich Disselhoff, Sigvald Linné: Alt-Amerika: die Hochkulturen der Neuen Welt, 1963
- Wolfgang Haberland: Nordamerika: Indianer, Eskimo, Westindien, 1965
- Alexander von Wuthenau: Altamerikanische Tonplastik. Das Weltbild der Neuen Welt, 1965
- Paolo Verzone: Werdendes Abendland, 1967
- Hans Erich Kubach: Früh- und Hochromanik, 1964
  - auch als: Hans Erich Kubach, Victor H. Elbern: Das frühmittelalterliche Imperium, 1968
- Heinrich Gerhard Franz: Spätromanik und Frühgotik, 1969
- Marcel Aubert: Hochgotik, 1963
- Friedrich Wilhelm Fischer: Spätgotik, 1971
- André Grabar: Die mittelalterliche Kunst Osteuropas, 1968
- Manfred Wundram: Frührenaissance, 1970
- Eugenio Battisti: Hochrenaissance und Manierismus, 1970
- Werner Hager: Barock. Architektur, 1968
- Werner Hager: Barock: Skulptur und Malerei, 1969
- Klaus Lankheit: Revolution und Restauration, 1965
- Hans Gerhard Evers: Vom Historismus zum Funktionalismus, 1967 (download)
- Udo Kultermann: Architektur der Gegenwart, 1967
- Heinz R. Fuchs: Plastik der Gegenwart, 1970
- Hans H. Hofstätter: Malerei und Graphik der Gegenwart, 1969
- Register 1971